# 硒酸镉
硒酸镉是镉的硒酸盐，化学式 CdSeO4。

## 制备
硒酸镉可以由氧化镉和硒酸反应而成的，产物是一水合物和二水合物的混合物。
{\displaystyle \mathrm {CdO\ +H_{2}SeO_{4}\rightarrow CdSeO_{4}+H_{2}O} }

## 性质
二水合硒酸镉是无色固体。在 100 °C时，二水合物放出结晶水，形成一水合硒酸镉。 一水合物是单斜晶系的，而二水合物是正交晶系的。